# Biblioteca Nacional de Kirguistán
La Biblioteca Nacional de Kirguistán (en kirguís Национальная библиотека Кыргызской Республики имени Алыкула Осмонова) es la principal biblioteca de la República de Kirguistán. Fue creada en 1934 y se encuentra ubicada en la ciudad de Biskek. Desde abril de 2015, la biblioteca lleva el nombre del poeta Alikul Osmonov. Cuenta con una colección de 6 millones de documentos en 89 idiomas de todo el mundo.

## Historia
La biblioteca se estableció el 10 de mayo de 1934, combinando dos bibliotecas: la Biblioteca central de la ciudad de Frunze y la Biblioteca de carácter científico del Consejo de Diputados (Consejo de Comisarios del Pueblo). Esto llevó a la creación de una biblioteca nacional, que comprende un departamento general y un departamento científico, con una colección de 16 000 obras en sus primera época. La biblioteca se abrió al público en agosto de 1934.
Las bibliotecas más grandes de la URSS participaron en la formación de sus fondos: la biblioteca de la Academia de Ciencias de la URSS, la Biblioteca Estatal de la URSS, etc.
En 1939, la Biblioteca pasó a llamarse Biblioteca Estatal de la República Socialista Soviética de Kirguistán con el nombre de N.G. Chernyshevsky. Desde esa fecha, la Biblioteca comenzó a recibir una copia obligatoria de publicaciones publicadas en la URSS, y desde 1940 una copia obligatoria de todas las publicaciones nacionales. Se adquirió una gran cantidad de literatura por suscripción y por canje con otras bibliotecas, instituciones de investigación de la antigua Unión y países extranjeros. 
Por el decreto del Gobierno de la República Kirguisa No.173 del 1 de abril de 2015, la biblioteca lleva el nombre del destacado poeta Alikul Osmonov, quien hizo una gran contribución al desarrollo de la literatura nacional de Kirguistán.
Desde 2005, la directora de la Biblioteca Nacional de Kirguistán es la Dra. Jyldyz Bakashova.

## Función y organización
La Biblioteca Nacional es principalmente una biblioteca de investigación y referencia lo que la convierte en un centro científico, informativo, educativo y cultural. Su intención es la de proporcionar recursos bibliotecarios, así como información equitativa y de calidad a todos los habitantes de Kirguistán.
Entre sus principales objetivos:
- garantizar la preservación de las principales obras de a escritura y la cultura del libro rusas, el patrimonio cultural nacional de la República de Kirguistán, el desarrollo y la divulgación de los fondos de la Biblioteca Nacional;
- desarrollar las tecnologías de información y comunicación en el ámbito de la biblioteca y la información para superar la desigualdad informativa de la población;
- apoyar el desarrollo científico e informativo para innovador de la Biblioteca, la formación de la biblioteca electrónica nacional de Kirguistán, la integración en la biblioteca electrónica mundial y el espacio de información;
- expandir la esfera de actividades culturales y educativas de la Biblioteca Nacional, posicionar activamente la cultura del libro, desarrollar la Biblioteca Nacional como un centro nacional para las comunicaciones socioculturales;
- mejorar el sistema de regulación financiera y económica de los procesos de desarrollo de la Biblioteca Nacional;
- dotar al personal de los procesos de desarrollo de la Biblioteca Nacional, y garantizar el desarrollo social del equipo.

## Colecciones
La Biblioteca Nacional mantiene una colección física de libros, diarios, revistas, periódicos, música, mapas, tesis, manuscritos y obras inéditas, etc.
En su fondo documental posee monumentos literarios únicos de la cultura nacional organizados en cinco grandes áreas: libros en idioma kirguís impresos en letras árabes; libros en idioma kirguís impresos en letras latinas; libros en idioma kirguís impresos en cirílico; publicaciones periódicas de Kirguistán y colección de libros del destacado lingüista K. Karasaev.
Ofrece 14 salas de lectura especializadas para 1 000 asientos y 24 departamentos de información especializada por temática o tipo de material.
Para la consulta de las obras cuenta con diferentes espacios como: sala de lectura china, sala de lectura francesa, sala de lectura de literatura alemana, rincón de lectura familiar, sala de lectura del centro coreano, sala de lectura del centro árabe y sala del centro kirguiso-turco.
Un promedio de 1 250 lectores visitan la Biblioteca todos los días.
Además la Biblioteca Nacional de Kirguistán colabora con la Biblioteca Digital Mundial creada por la UNESCO.
Entre sus servicios coopera con las bibliotecas nacionales de 132 países y todas las organizaciones internacionales acreditadas en Biskek. También es miembro de organizaciones internacionales de bibliotecas como IFLA, BAE y otras.